# Csajág
Csajág is een plaats (község) en gemeente in het Hongaarse comitaat Veszprém. Csajág telt 889 inwoners (2001).